# Шумарска кућа на Митровцу
Шумарска кућа на Митровцу је објекат у власништву Националног парка Тара. Грађен је у планинском стилу у периоду од 2003—2004. године, на месту старе лугарнице.
Површине објекта је 220 m², где се у приземљу налази канцеларијски простор Управе радилишта Митровац, а на спрату и поткровљу су четири двокреветне и две двокреветне собе и апартман са 18 лежајева. У дворишту објекта је смештен летњиковац и уређено ложиште за роштиљ.